# بسنیک هاسی
بسنیک هاسی (آلبانیایی: Besnik Hasi؛ زادهٔ ۲۹ دسامبر ۱۹۷۱) بازیکن سابق و مربی فوتبال اهل آلبانی است.
از باشگاه‌هایی که در آن بازی کرده‌است می‌توان به باشگاه فوتبال لوکرن اوست والاندرن، باشگاه فوتبال اندرلشت، باشگاه فوتبال خنک، باشگاه فوتبال مونیخ ۱۸۶۰، باشگاه فوتبال زاگرب، و باشگاه فوتبال سرکل بروژ اشاره کرد.
وی همچنین در تیم‌های ملی فوتبال آلبانی و کوزوو بازی کرده‌است.